# Christchurch Arts Centre
Le Christchurch Arts Centre est un pivot de l'art, de l'artisanat et de distraction à Christchurch, en Nouvelle-Zélande.
Il est situé dans les anciens bâtiments de l'Université de Canterbury, de style néogothique, conçus pour la majorité par Benjamin Mountfort. Il est listé dans la Catégorie I (registre numéro 7301) par la New Zealand Historic Places Trust.

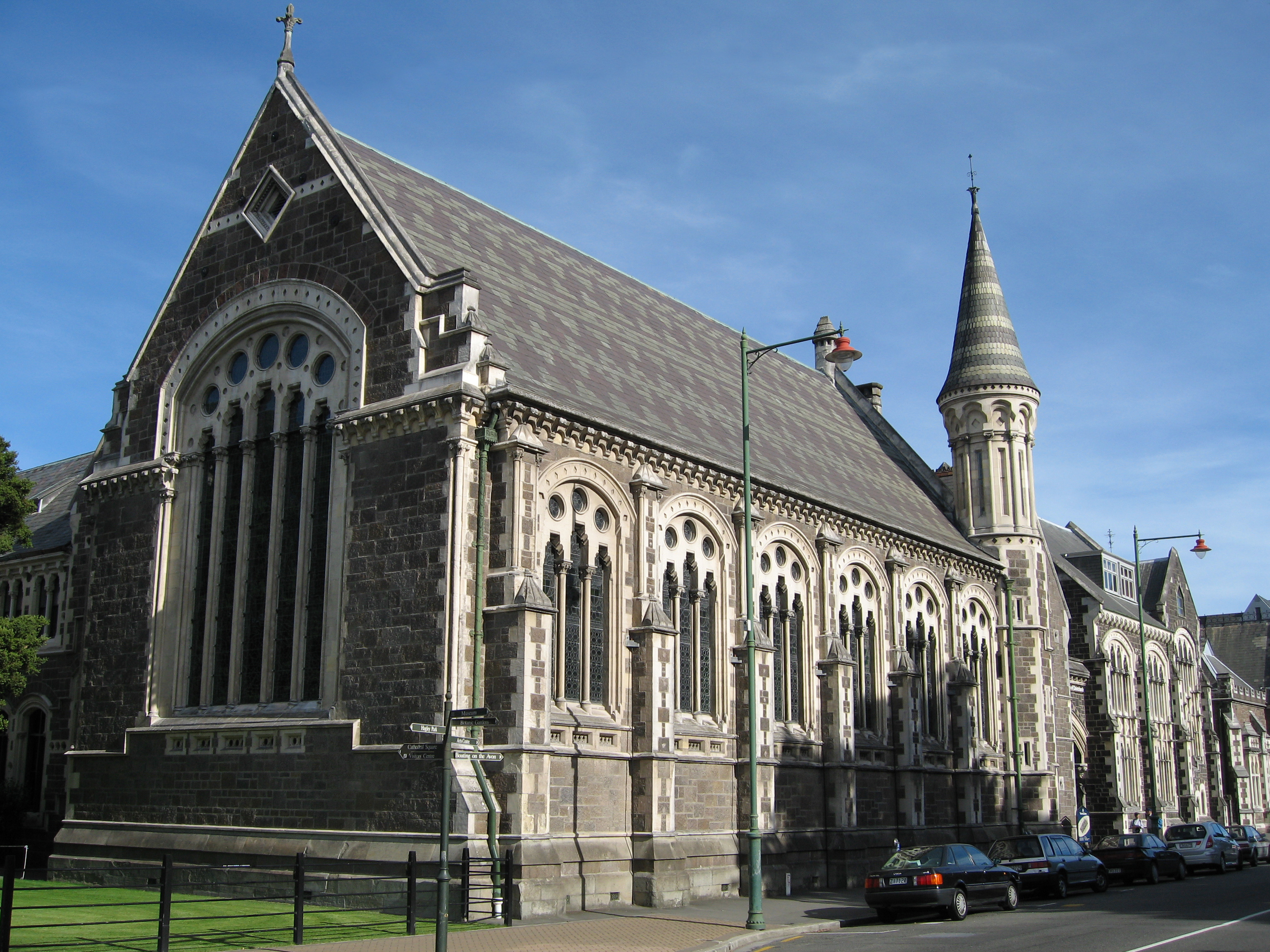
Le grand hall (1882).
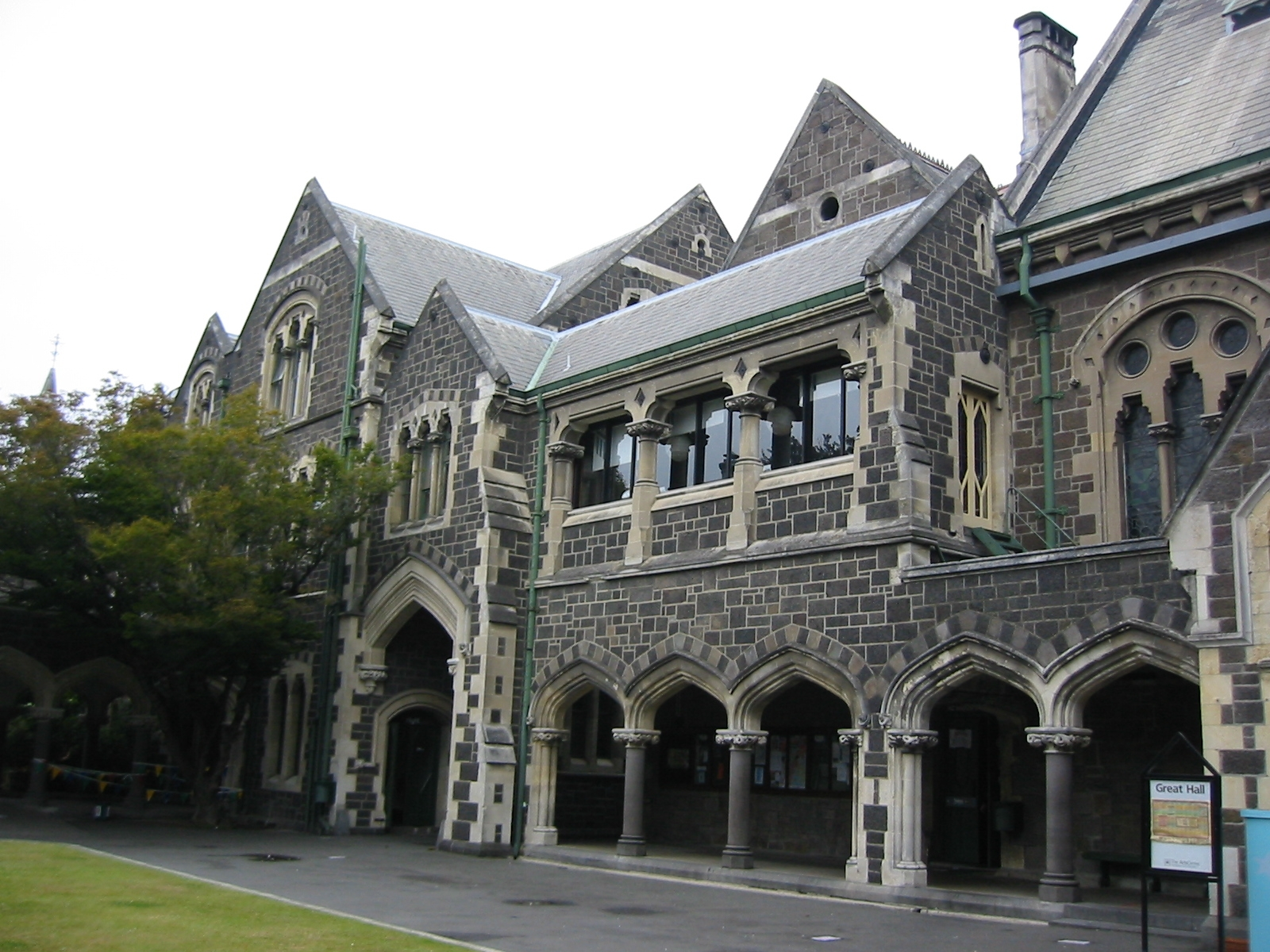
L'entrée du grand hall.
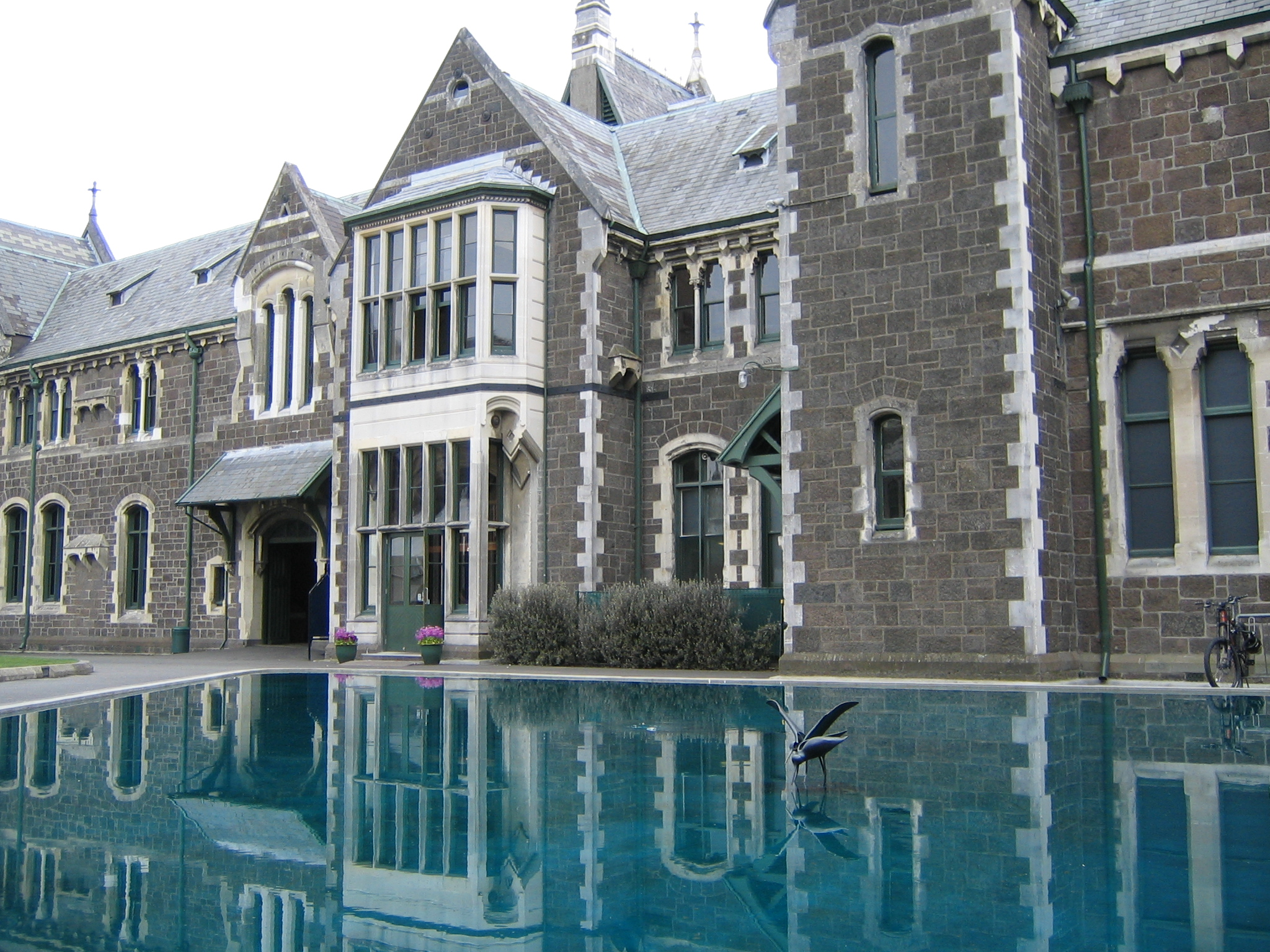
Cour Nord (1877).
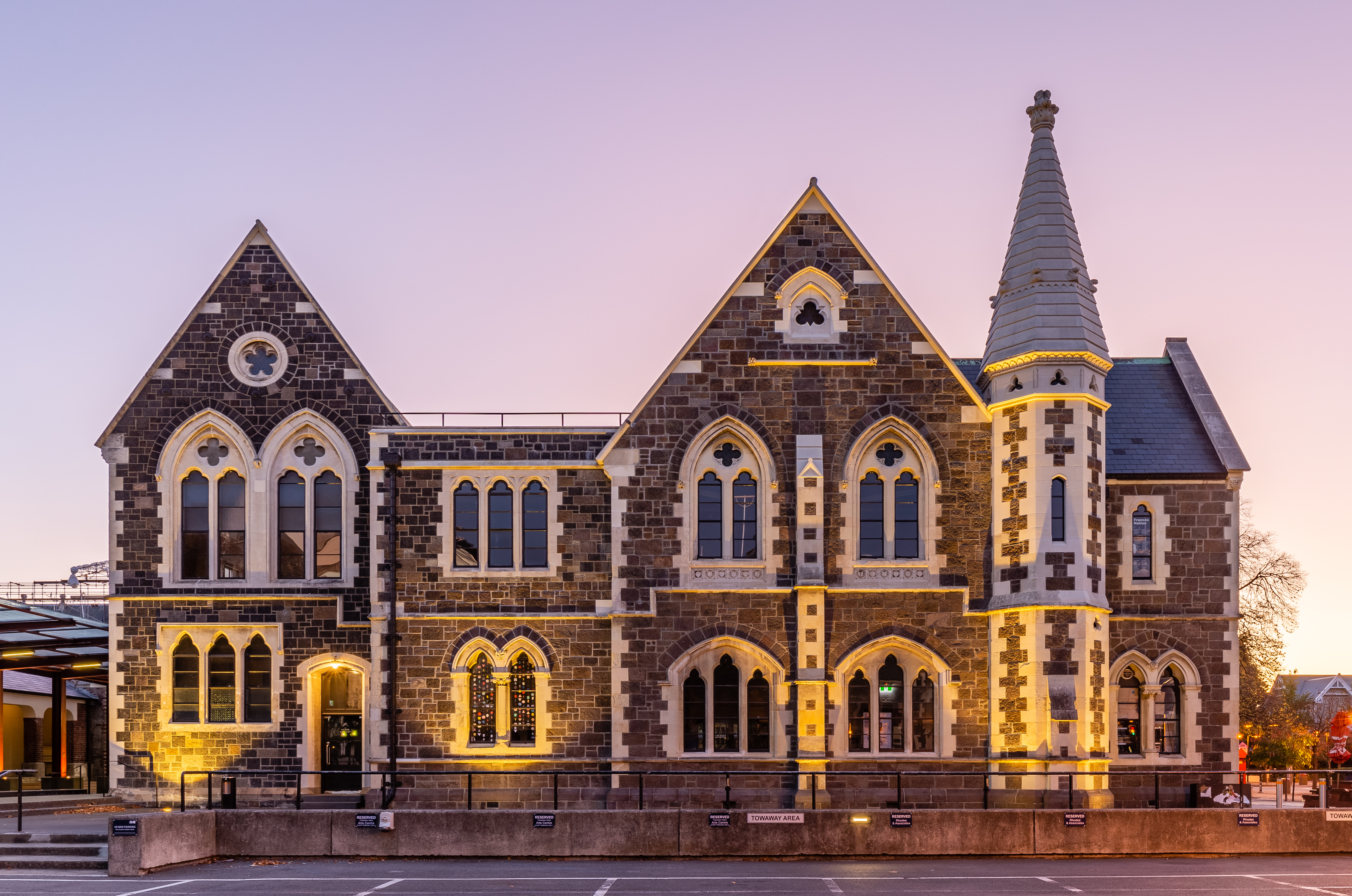
Ensemble.